# Risanamento de Nápoles

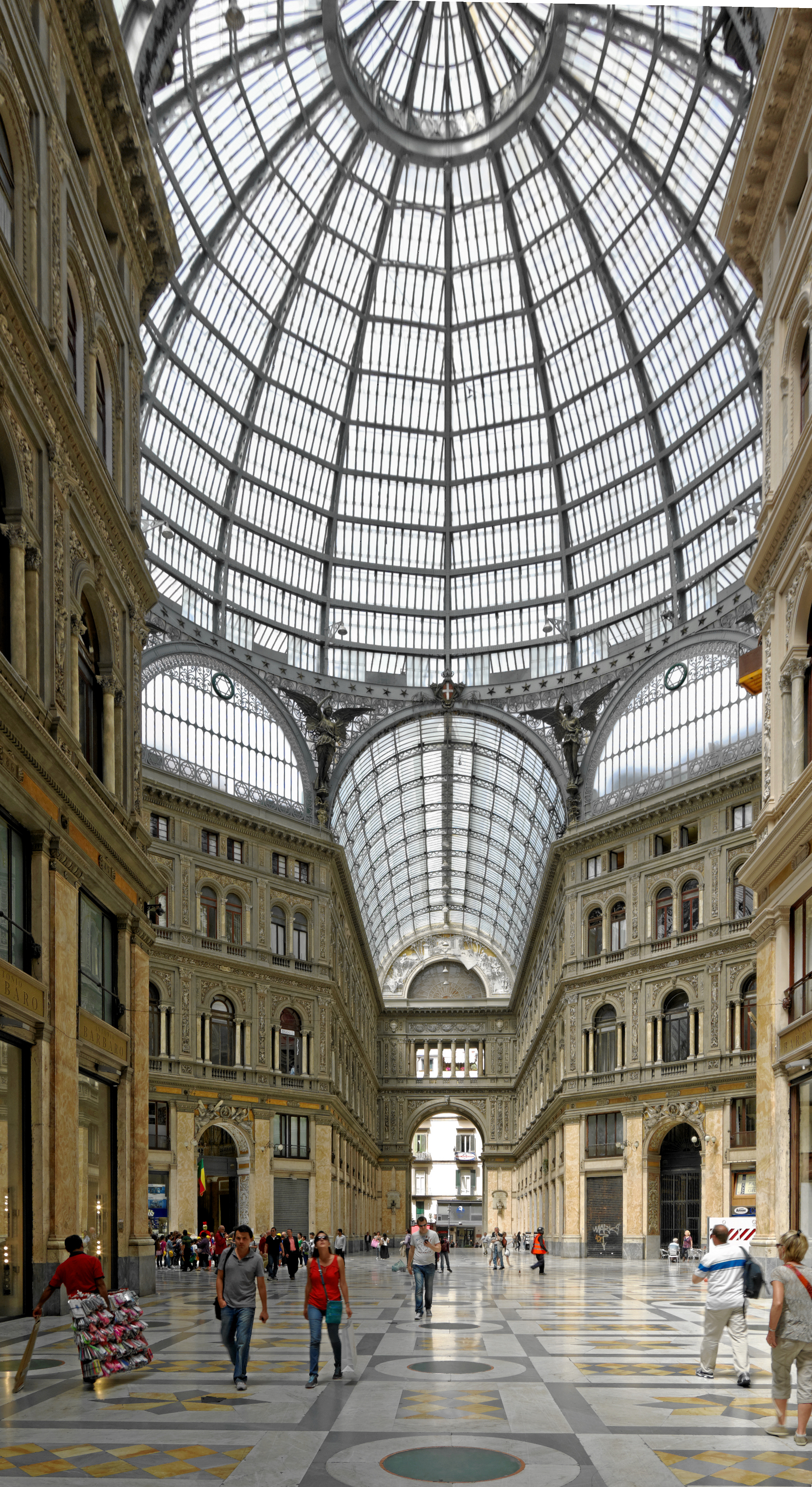
Interior de la Galleria Umberto I.

Con el nombre de Risanamento de Nápoles (en italiano: Risanamento di Napoli) se designa la gran intervención urbanística que transformó radicalmente la apariencia de la mayor parte de los barrios históricos de la ciudad de Nápoles, Italia, en algunos casos (Chiaia, Pendino, Porto, Mercato y Vicaria) sustituyendo casi totalmente las construcciones preexistentes (en ocasiones de gran valor histórico o artístico) con nuevos edificios, nuevas plazas y nuevas calles.
Esta intervención, planteada desde la mitad del siglo XIX, fue realizada tras una gravísima epidemia de cólera producida en 1884. Bajo el impulso del alcalde Nicola Amore, en 1885 se aprobó la Legge per il risanamento della città di Napoli (Ley para el risanamento de la ciudad de Nápoles) y el 15 de diciembre de 1888 se fundó la Società pel Risanamento di Napoli (Sociedad para el Risanamento de Nápoles) con el objetivo de resolver el problema de la degradación de algunas zonas de la ciudad, que había sido, según el alcalde Amore, la causa principal de la difusión del cólera.
Se decidió demoler numerosos edificios para hacer espacio al Corso Umberto I, la Piazza Nicola Amore, la Piazza Giovanni Bovio y la Galleria Umberto I. En realidad, a las espaldas de los grandes edificios umbertinos la situación permaneció inalterada: solo sirvieron para esconder la degradación y pobreza de estos barrios en lugar de resolver el problema.

## Antecedentes: intervenciones urbanísticas en Nápoles en elsigloXIX
En 1839 el Consejo Urbanístico creado por decreto por Fernando II de Borbón (y que se transformaría en 1861 en el Consejo Comunal) había identificado la mayor parte de los problemas urbanísticos de la ciudad. Los objetivos que el Consejo consideraba necesario conseguir eran:
- La creación de un barrio obrero al este de la ciudad, en función de la ampliación del puerto y las instalaciones industriales.
- La construcción de barrios residenciales al oeste y en las colinas de Posillipo y Vomero.
- La conexión rápida entre el centro histórico y las nuevas zonas de expansión mediante galerías excavadas en las colinas y funiculares.
- Rápidas comunicaciones entre el este y el oeste de la ciudad a través de la remodelación del paseo marítimo o la ampliación de Via Chiaia.
- Intervenciones radicales en el centro histórico mediante masivas demoliciones y la creación de avenidas rectas que destruyeran cualquier edificación anterior.

Otros temas recurrentes eran la remodelación de la zona frente al Museo Nazionale, la creación de Via Duomo y una nueva calle entre la Estación Central y el centro de la ciudad, la recuperación de los fondachi (almacenes portuarios), la remodelación de la Piazza Municipio; y la creación de las infraestructuras necesarias para una gran ciudad.

### Las primeras intervenciones en el centro histórico

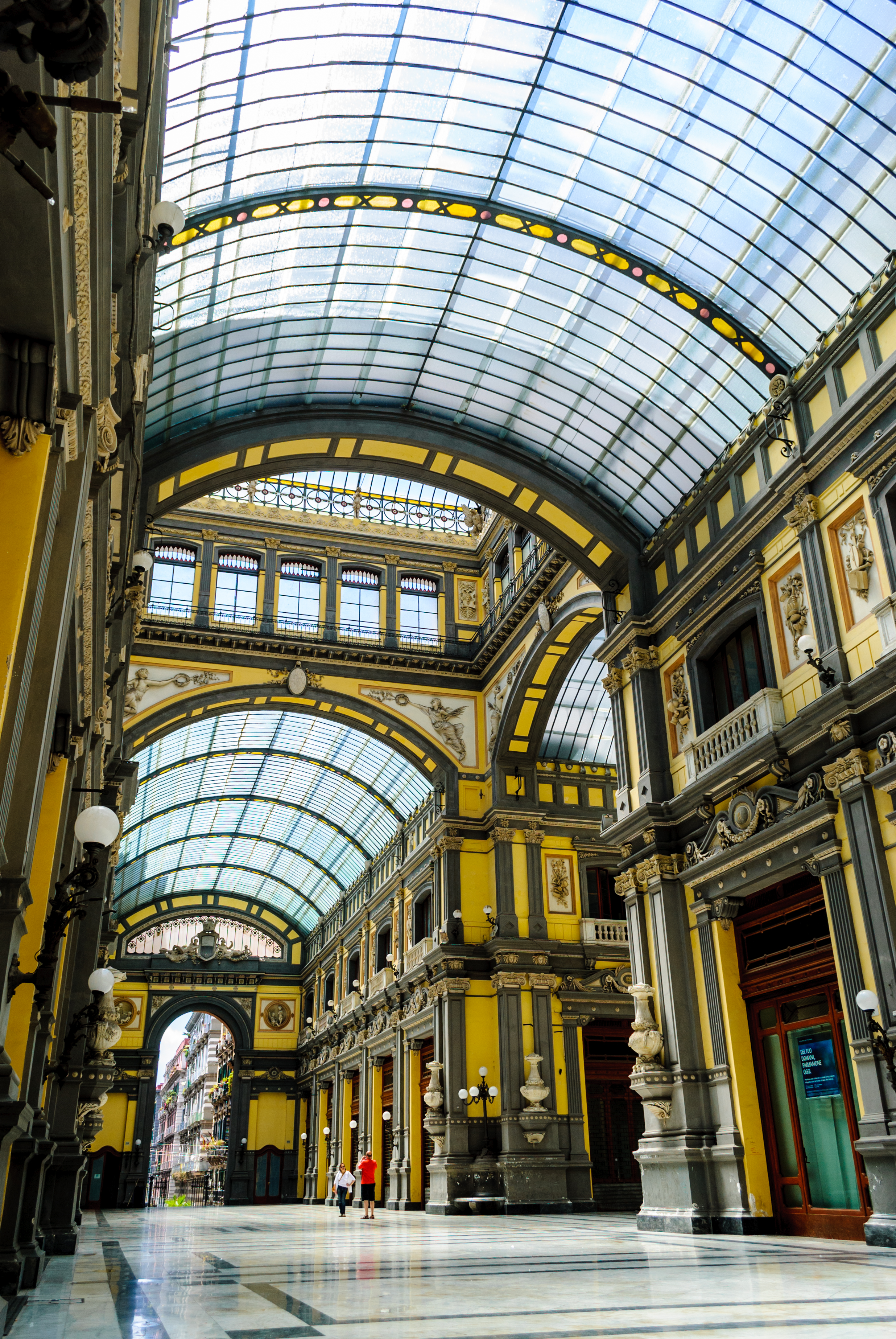
Interior de la Galleria Principe di Napoli.

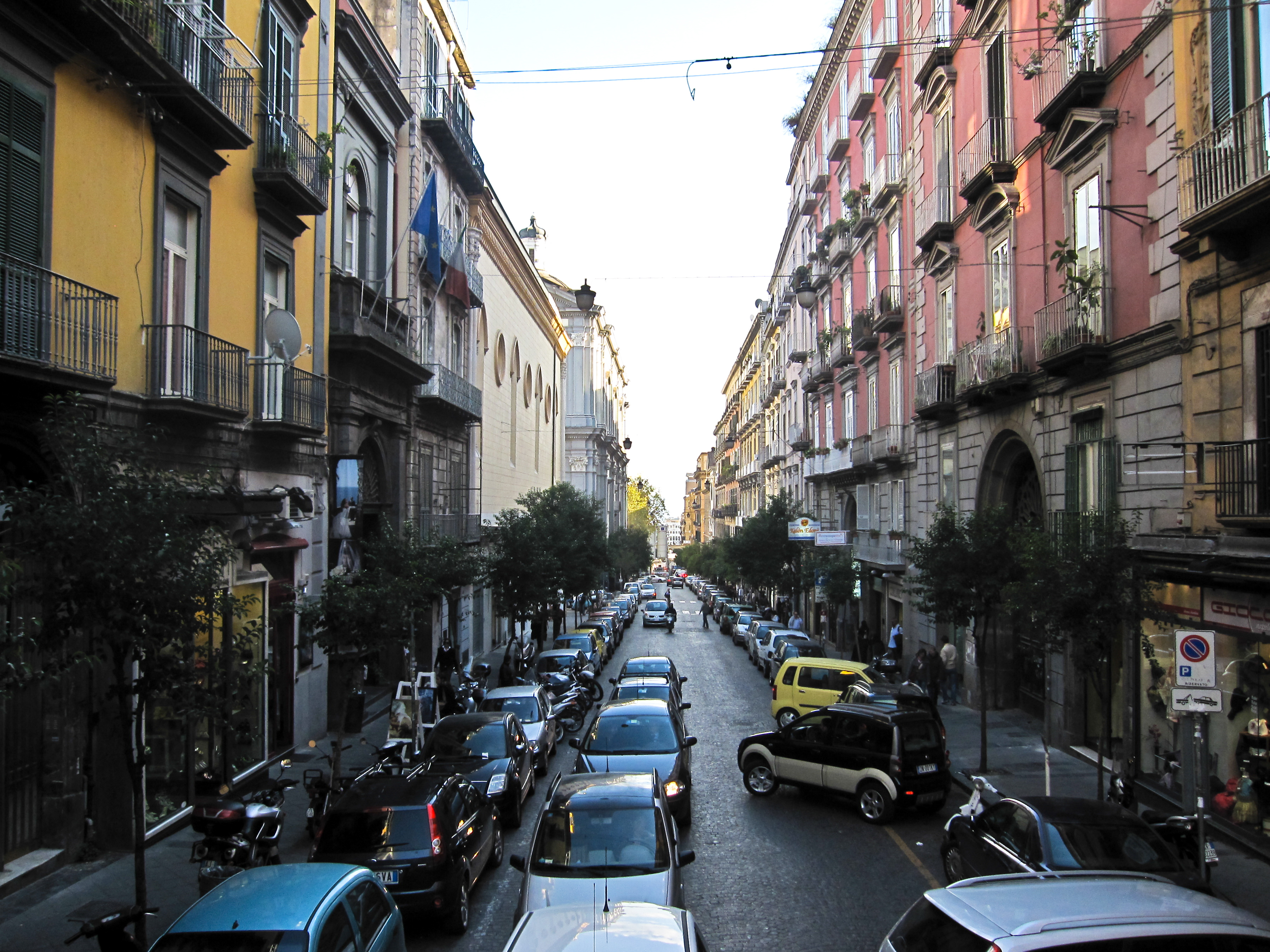
La Via Duomo.

La primera intervención se realizó en el barrio de San Lorenzo en 1852, pero las obras se suspendieron a causa de retrasos burocráticos, problemas debidos a la orografía del terreno, y, sobre todo, por las dificultades unidas a la expropiación de grandes conventos.
Fue necesario esperar a la unificación italiana para que se afrontara de nuevo el problema mediante un concurso, convocado el 12 de marzo de 1861. El encargo se otorgó a cuatro de los grupos participantes, cuyo proyecto estaba condicionado por las peticiones del Consejo Comunal.
Se aprobó la planimetría de una nueva calle paralela a la Via Costantinopoli, desde el Museo a la Piazza del Gesù. El año siguiente se adjudicó al costructor Errico Hetch, pero a causa de cuestiones burocráticas e financieras, su ejecución se prolongó hasta 1868, con un litigio que ganó el constructor.
Tras esto, la junta optó por un proyecto más simple, según el cual la Via Bellini, eje del viejo barrio, permanecería cerrada por un lado por el palacio del barón Tommasi (que se opuso a la expropiación), mientras en el lado opuesto se construyó una galería de hierro y vidrio, la Galleria Principe di Napoli, diseñada por los arquitectos Breglia y De Novellis.
En el nuevo barrio, que surgió de la lenta transformación de las zonas resultantes de la demolición de las viejas construcciones, los edificios asumirían gradualmente, con el curso de la segunda mitad del siglo XIX, un carácter homogéneo neorrenacentista, un estilo arquitectónico típico de los edificios de finales del siglo XIX, fruto de las exigencias de la burguesía.
También se realizó tras la unificación italiana la apertura de la Via Duomo, aunque ya en 1839 Federico Bausan y Luigi Giordano elaboraron un proyecto de conexión entre la Via Foria y la Via Marina, bajo petición de Fernando II. Sin embargo, en 1853 el rey aprobó un nuevo trazado propuesto por Luigi Cangiano y Antonio Francesconi, mientras se exigían importantes modificaciones al proyecto de Bausan y Giordano. Ninguna de las propuestas sería realizada. En 1860, Francisco II ordenó que la calle tuviera 60 palmos de anchura y alcanzase el obispado y que la dirección de las obras se confiara a Cangiano y Francesconi; sin embargo, los inminentes sucesos políticos impidieron su ejecución. El proyecto presentado en 1853 fue confirmado por Garibaldi en 1860.
En marzo de 1861 se anunció finalmente la adjudicación de las obras, que durarían hasta 1868 en el tramo hasta el obispado; la prolongación hasta la Via Vicaria Vecchia se completó en 1870, mientras que para la conexión con la Marina hubo que esperar hasta 1880. La construcción de los edificios de este tramo se incluiría en las obras del Risanamento.

### La creación de nuevos barrios en el este y el oeste de la ciudad

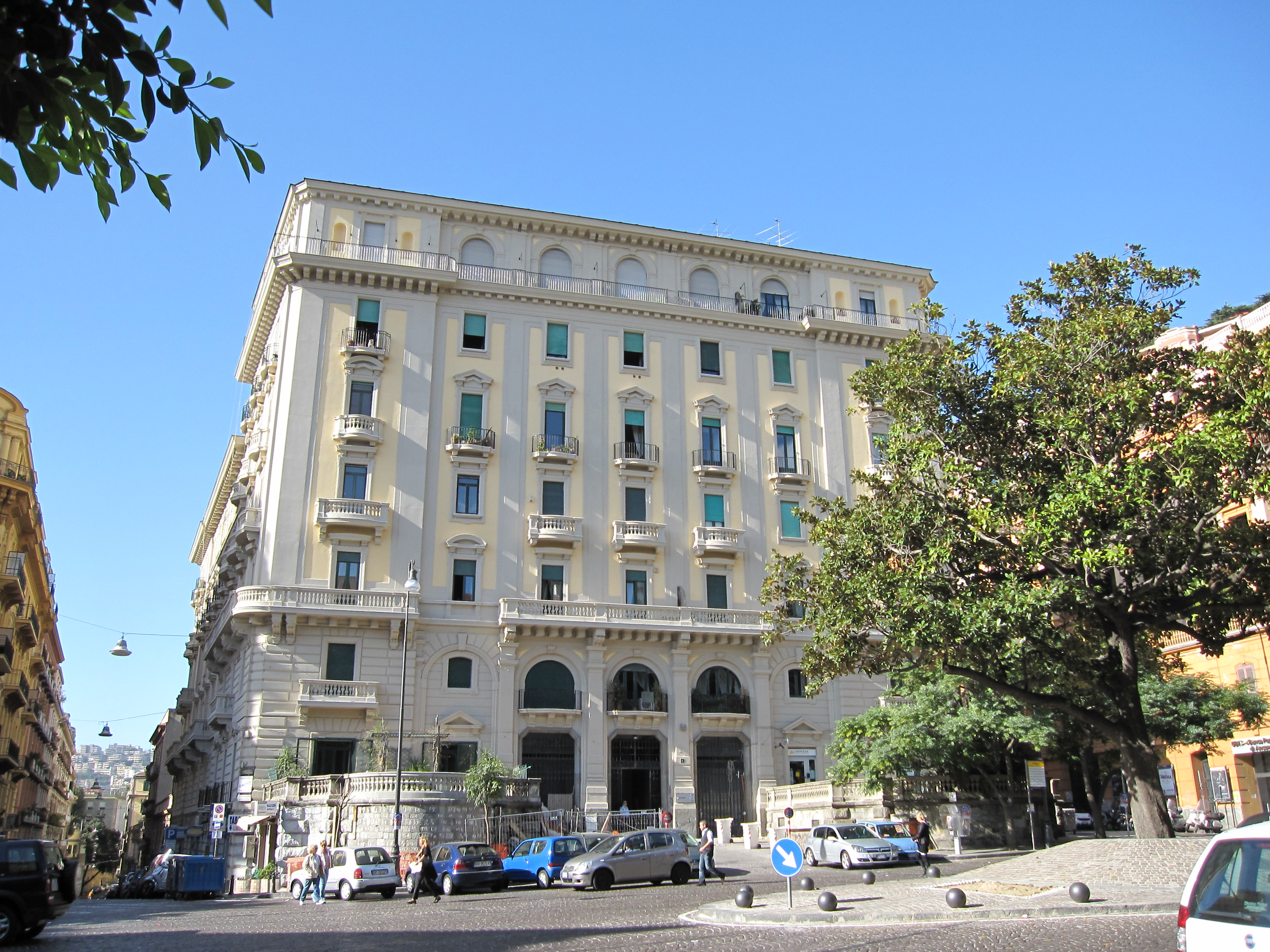
El Palazzo Ricciardi-Cottrau en la Piazza Amedeo.

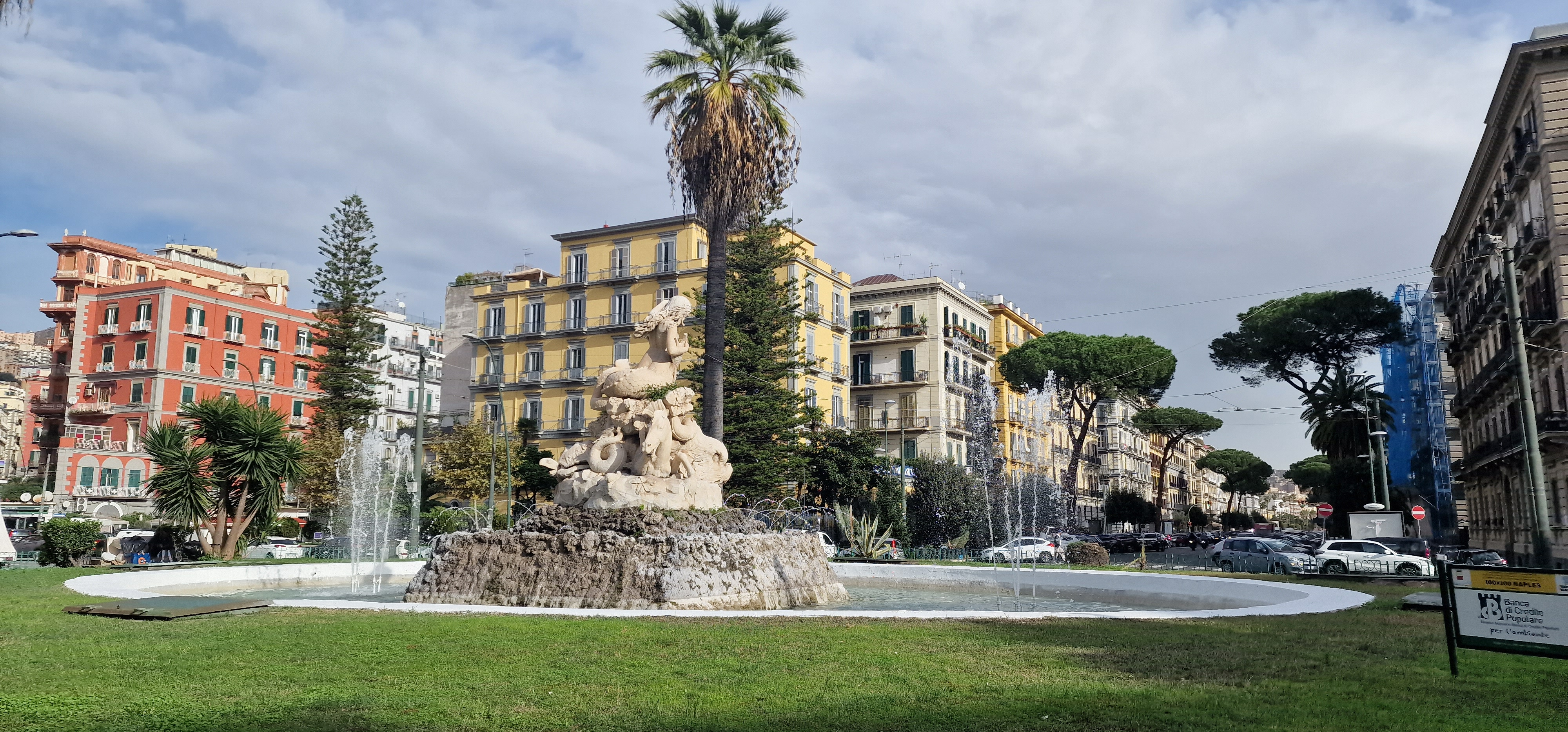
Piazza Sannazaro.

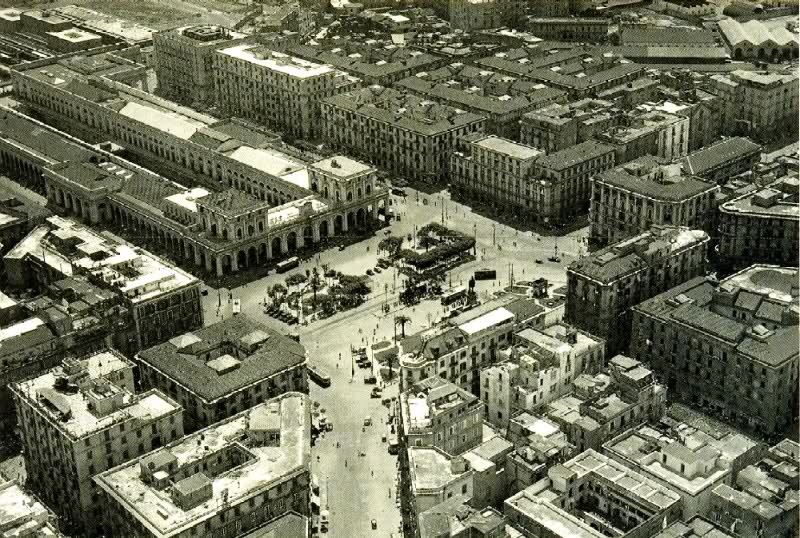
La Estación de Nápoles Central (demolida en 1960) en la Piazza Garibaldi.

En cuanto a las zonas oriental y occidental, las dos grandes intervenciones se realizaron de manera lentísima y totalmente inorgánica, a causa de dificultades burocráticas y económicas.
En los últimos años del reino borbónico, como ya se ha dicho, el Consejo Urbanístico había identificado la zona oriental como la más apta para la construcción de un barrio obrero, en función del Puerto y las primeras instalaciones industriales. Una primera intervención, completada en 1860, creó nuevas conexiones entre el interior y el puerto mediante el llenado del foso de las murallas aragonesas entre la Via Foria y el Bastione del Carmine. Ese mismo año, Luigi Giura presentó un proyecto orientado en la misma dirección; en este se encontraba el trazado del Corso Garibaldi y el diseño de algunos edificios. Sin embargo, el proyecto de Giura nunca se realizó; estaba en curso, mientras tanto, la construcción de la Estación Central, que cambiaría completamente la relación entre el núcleo urbano y la zona en la que se construyó, convirtiéndose en núcleo de todas las propuestas de desarrollo posteriores. Entre retrasos burocráticos y discusiones sobre la adjudicación del contrato, se debió esperar treinta años para que se realizara el proyecto, con la Legge pel Risanamento.
Más compleja fue la aventura del barrio occidental, para el cual desde 1859 estaba redactado un proyecto a cargo de Errico Alvino, cuyo diseño, fue confirmado por decreto de Garibaldi. La zona de expansión consistía en una larga franja, poco urbanizada salvo las cercanías de Via Chiaia, y comprendida entre esta calle y el Corso Vittorio Emanuele; es decir, toda la zona detrás de la densa urbanización de la Riviera di Chiaia. La conformación de la zona sugería la construcción dos largas calles longitudinales y numerosas arterias secundarias. 
La arteria principal estaba constituida por tres segmentos rectilíneos, en cuyos vértices había plazas de forma geométrica, típicas del gusto del siglo XIX. Una amplia y continua zona verde dividía el nuevo barrio del Corso Vittorio Emanuele, por respeto a las vistas que ofrecía la calle y en cumplimiento del edicto borbónico del 31 de mayo de 1853 para la tutela y defensa de los valores paisajísticos del Corso Maria Teresa (nombre original del Corso Vittorio Emanuele).
Se presentaron numerosas ofertas de concesiones en los años siguientes: una en 1861, otra en 1862, y cuatro en 1864. Todas pedían importantes subsidios del Municipio, mientras que las tres últimas modificaban completamente el proyecto base. Francesco Pianell, a diferencia de sus rivales, aceptaba esto último, aunque proponía algunas modificaciones y se reservaba el derecho de establecer posteriormente la cuantía del subsidio municipal. Tras largas discusiones, el 7 de abril de 1865 se adjudicó el proyecto a Pianell; sin embargo, no fue realizado por dificultades administrativas surgidas en relación con la firma de aceptación de la concesión.
Finalmente, en 1868, el Municipio encargó a los arquitectos Scoppa y Rendina la realización de un proyecto parcial que, en 1871, se adjudicó a Rougier. Totalmente tergiversado el sentido del antiguo proyecto municipal, al eje primitivo Via Chiaia-Corso Vittorio Emanuele le sustituía un enlace ortogonal a él a través de las actuales Via Martucci, Piazza Amedeo, Via Crispi y Via Pontano.
Finalizada la construcción del primer núcleo, se inició la prolongación entre la Piazza Amedeo y la chiesa di Santa Teresa a Chiaia. A partir de 1885, el barrio será ampliado con una calle que, pasando delante de los Palazzo Carafa di Roccella y Palazzo del Vasto, llegará a Via Chiaia. Nacerá así el Rione Amedeo.
También en el ámbito de la Legge per il Risanamento ed Ampliamento, la zona verde bajo el Corso Vittorio Emanuele se cedió al barón Treves y a la Società Veneta y fue urbanizada, aunque los nuevos propietarios confirieron a la zona un carácter marcadamente residencial. De 47 000 m², solo 12 000 se utilizaron como suelos edificables, y que el resto se reservó a calles y jardines. Esta nueva zona residencial se llamó Parco Margherita. Aunque discreta, se trató de una especulación inmobiliaria respecto al plano de 1859, que preveía para la zona una amplia y continua zona verde.

### La remodelación del paseo marítimo

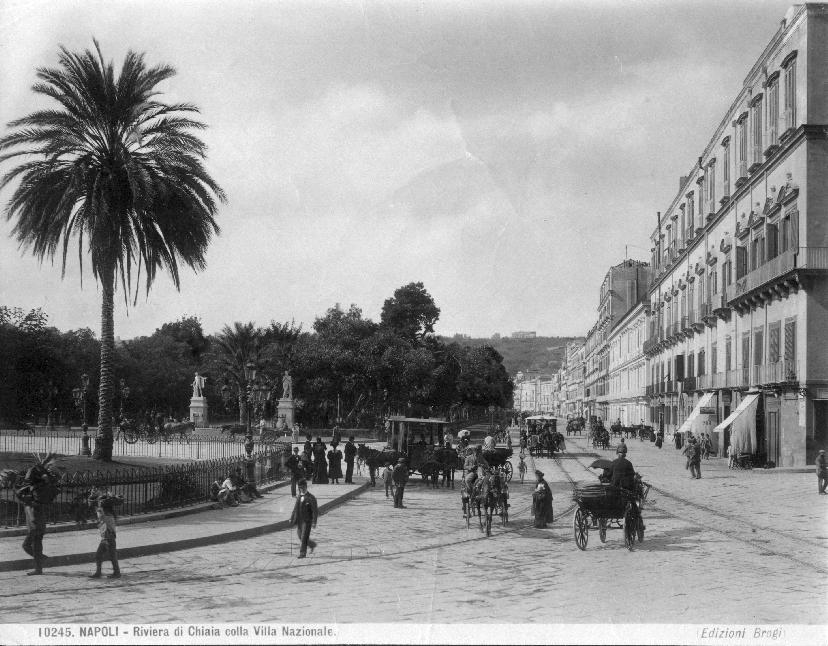
La Riviera di Chiaia en una foto de finales del.

Otro tema recurrente, y que no se resolvería hasta 1870, era la remodelación de la Riviera di Chiaia, para la cual, en 1858, Gaetano Genovese había presentado un proyecto que proponía el llenado de la playa, la ampliación de la Villa Comunale y la construcción de una nueva hilera de edificios a lo largo de la calle. Este tema suscitó también la atención del Consejo Comunal y de Enrico Alvino, quien, en 1862, elaboró un proyecto en el que proponía la ampliación y remodelación de la Salita del Gigante, la Via Santa Lucia, y el Chiatamone y la creación de un paseo marítimo. El proyecto, aprobado por la Junta (salvo, por motivos económicos, el tramo entre Piazza del Plebiscito y el Monte Echia), se retomará más tarde, actuando como referencia en la concesión Du Mesnil.
En 1869 una comisión municipal propuso de nuevo la remodelación del paseo marítimo, limitando la intervención a la zona entre Santa Lucia y Mergellina. Tras una discusión sobre las tres ofertas presentadas, se aceptó la de Giletta, que repartía las obras en dos tramos, uno de Santa Lucia a Piazza della Vittoria y otro de esta a Mergellina. El proyecto preveía la construcción (mediante tierras ganadas al mar) de una calle entre la plaza y Mergellina, la creación de alcantarillado y un pequeño puerto para marineros (compensándolos así por la pérdida de la playa). La calle se llamará posteriormente Via Francesco Caracciolo, y por su belleza es una de las intervenciones más positivas realizadas en la ciudad en el siglo XIX. Como contrapartida, Gilletta obtuvo suelos edificables en Mergellina y la Riviera, además de un subsidio de un millón setecientas mil liras. Una vez obtenida la concesión, vendió el contrato a los barones belgas Du Mesnil.
La destrucción del célebre ambiente natural suscitó graves críticas y numerosas polémicas. Las obras del primer tramo no se completaron hasta 1872, y las del segundo, que sufrió modificaciones parciales, hasta 1883, poco antes de la epidemia de cólera que concentró todas las energías en las obras del risanamento.

## La epidemia de cólera y laLegge per il Risanamento
A pesar de los proyectos para una remodelación urbanística de la ciudad, y a pesar de que el cólera había brotado tres veces en menos de veinte años (en 1855, 1866 y 1873), en septiembre de 1884 se difundió una nueva epidemia, con extrema violencia en los barrios populares, debido a la congestión y la insuficiencia de la red de alcantarillado, y propagándose también en menor medida al resto de la ciudad. Por primera vez, debido a la conmoción provocada en la opinión pública nacional por la tragedia, se diseñó una intervención gubernamental que resolviera definitivamente los antiguos males de la ciudad. Agostino Depretis, Presidente del Consejo, declaró entonces solemnemente que era necesario "sventrare Napoli" (literalmente, "destripar Nápoles"), acuñándo así el neologismo sventramento (inspirado en la lectura de "Il Ventre di Napoli" de Matilde Serao) que significa “demolición” y se aplicó desde ese momento a las principales operaciones de remodelación urbana; y se extendió posteriormente a todas las intervenciones urbanísticas similares realizadas en Italia en estos años.
Con ocasión de la visita del rey Umberto I a los ciudadanos afectados por la enfermedad, se habló de la remodelación de los barrios populares. Los principales partidarios eran el ministro de exterior Pasquale Stanislao Mancini, el alcalde Nicola Amore y Agostino Depretis, el mayor defensor de una radical demolición de las zonas más afectadas por la epidemia.
Fue entonces cuando se esbozaron las principales intervenciones a realizar, entre ellas la creación de una eficaz red de alcantarillado, la obtención de un abundante suministro de agua, la remodelación de los barrios populares (que se obtendría con una calle principal de la Estación Central al centro de la ciudad y una red viaria menor que favoreciera la circulación hacia el interior de la brisa marina) y la creación de un barrio de expansión al norte de la ciudad.
Se trataba, como se ha visto, de la reactivación de temas recurrentes durante décadas, esta vez impuestos por la gravedad de la situación higiénica. La clase dirigente advertía la necesidad de una remodelación de la ciudad y en particular de los barrios populares, pero, por desgracia, cada solución al problema no pasaba de la fase de proyecto, siendo su ejecución constantemente impedida por dificultades burocráticas, económicas o políticas. Por otra parte, la situación económica era gravísima, dado que el Municipio había sido obligado, tras la unificación italiana, a hacerse cargo de todos los gastos precedentes a 1860, incluido el paso de la iluminación de aceite a la de gas y la expropiación de los terrenos del Corso Vittorio Emanuele y el Corso Garibaldi. 
El mismo Depretis afirmó: «La cuestión higiénica napolitana es bien conocida. Se necesita estudiar seriamente la parte inmobiliaria y financiera para conciliar las transformaciones de los hábitos populares y las construcciones con la industria libre y por tanto se necesita las opiniones de técnicos competentes antes que de políticos».
El 19 de octubre de 1884 Adolfo Giambarba (futuro responsable de la elaboración del proyecto) presentó al alcalde un proyecto para el saneamiento de los barrios populares y la ampliación de la ciudad hacia el oeste. Este proyecto se elaboró en solo quince días, y, como revela el propio autor, «no se habría podido realizar sin la ayuda de todos los estudios parciales que han preparado las sucesivas administraciones, tanto por concursos públicos como por obra de esta Dirección Técnica». Giambarba había participado en 1871 en el concurso para el plano regulador, proponiendo una avenida recta entre la Estación Central y el centro de la ciudad.
El proyecto de Giambarba polarizó la atención del Consejo Comunal y la opinión pública: proponía una calle rectilínea (rettifilo) que comenzaba en el cruce de la Vía Medina con la Via San Bartolomeo, donde se creaba una plaza octogonal de la que partía una calle hacia la Via Toledo. A lo largo de su recorrido preveía dieciséis calles ortogonales y otras paralelas a ellas, dando lugar a una trama viaria que incidía en buena parte sobre el tejido urbano preexistente; se proponía, además, una ampliación de la zona portuaria ganando tierras al mar. 
En la Piazza Garibaldi una calle, simétrica al rettifilo, se unía a la Via San Giovanni a Carbonara, subiendo a la zona de la Villa La Duchesca, mientras que una tercera, compuesta por dos tramos rectilíneos, llegaba a Forcella y la Chiesa delle Crocelle ai Mannesi.
Para las calles que confluían en la Piazza Garibaldi se proponía una anchura de 30 metros y una banda de expropiación de 50 metros, mientras para las transversales del rettifilo, una anchura de 12 metros; el nivel de las calles se elevaba tres metros y medio, usando el material de las demoliciones para construir una nueva red de alcantarillado. Para completar el nuevo plano, el Corso Garibaldi se prolongaba hasta el Albergo dei Poveri, y desde aquí nacían «otras tres calles que sirven de red principal para el nuevo barrio». En cuanto a la ampliación, el plano preveía un barrio al oeste, subdividido en tres rioni, comprendido entre el Albergo dei Poveri, el Corso Garibaldi prolongado hasta la Via Foria, Borgo Loreto y una línea quebrada que seguía el trazado de las murallas. Se preveían intervenciones menores en Borgo Loreto, Santa Brigida y Santa Lucia, donde, con la demolición del arsenal, se proponía una calle en la costa y una ampliación del barrio.
Finalmente, en junio de 1884, se aprobó la propuesta de Giambarba y, el 17 de febrero de 1885, se confirmó. El 10 de mayo del mismo año se obtuvo un resultado importante para el saneamiento de la ciudad, la inauguración del acueducto del Serino.

### LaLegge per il Risanamento

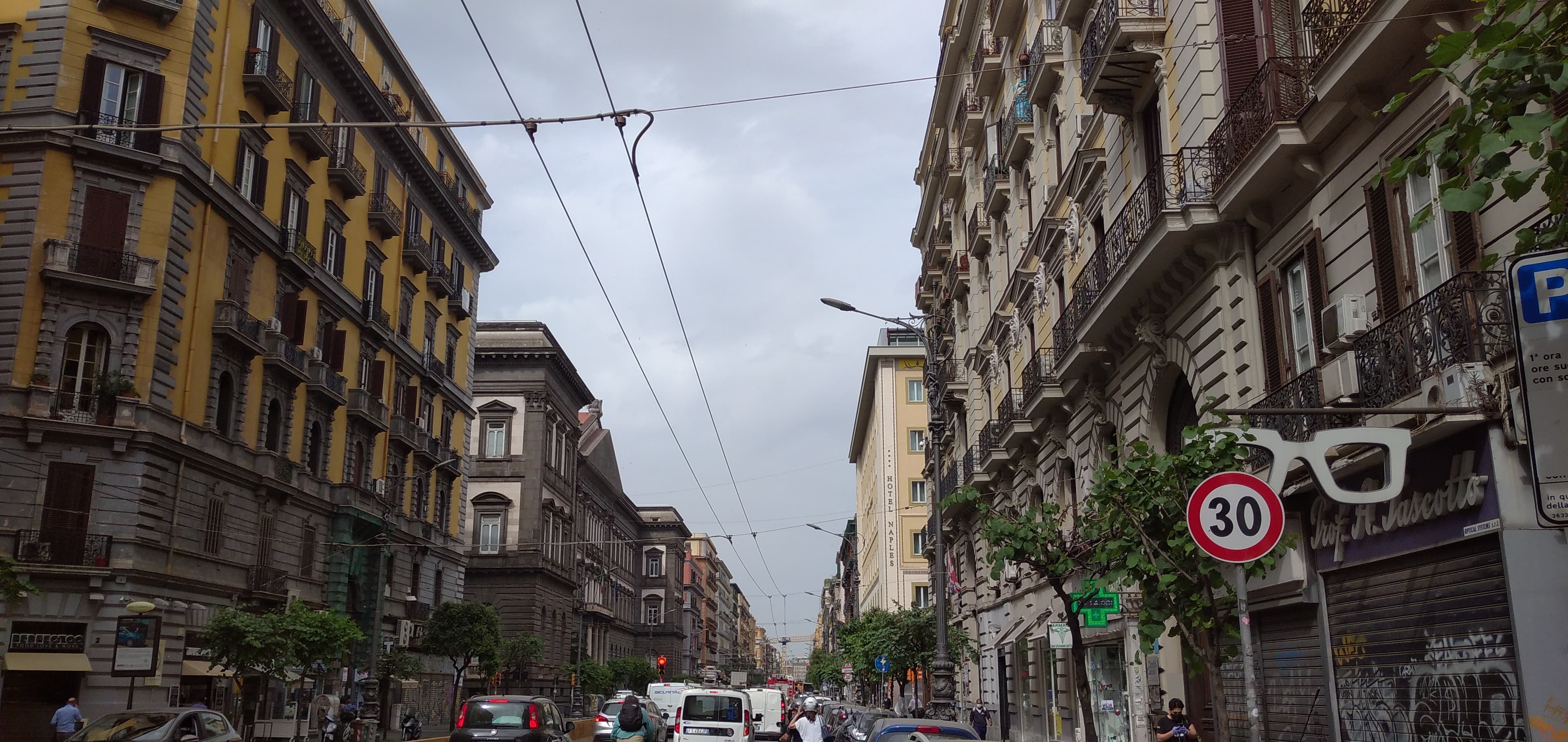
El Corso Umberto I o Rettifilo, la calle más importante abierta durante el risanamento de Nápoles.

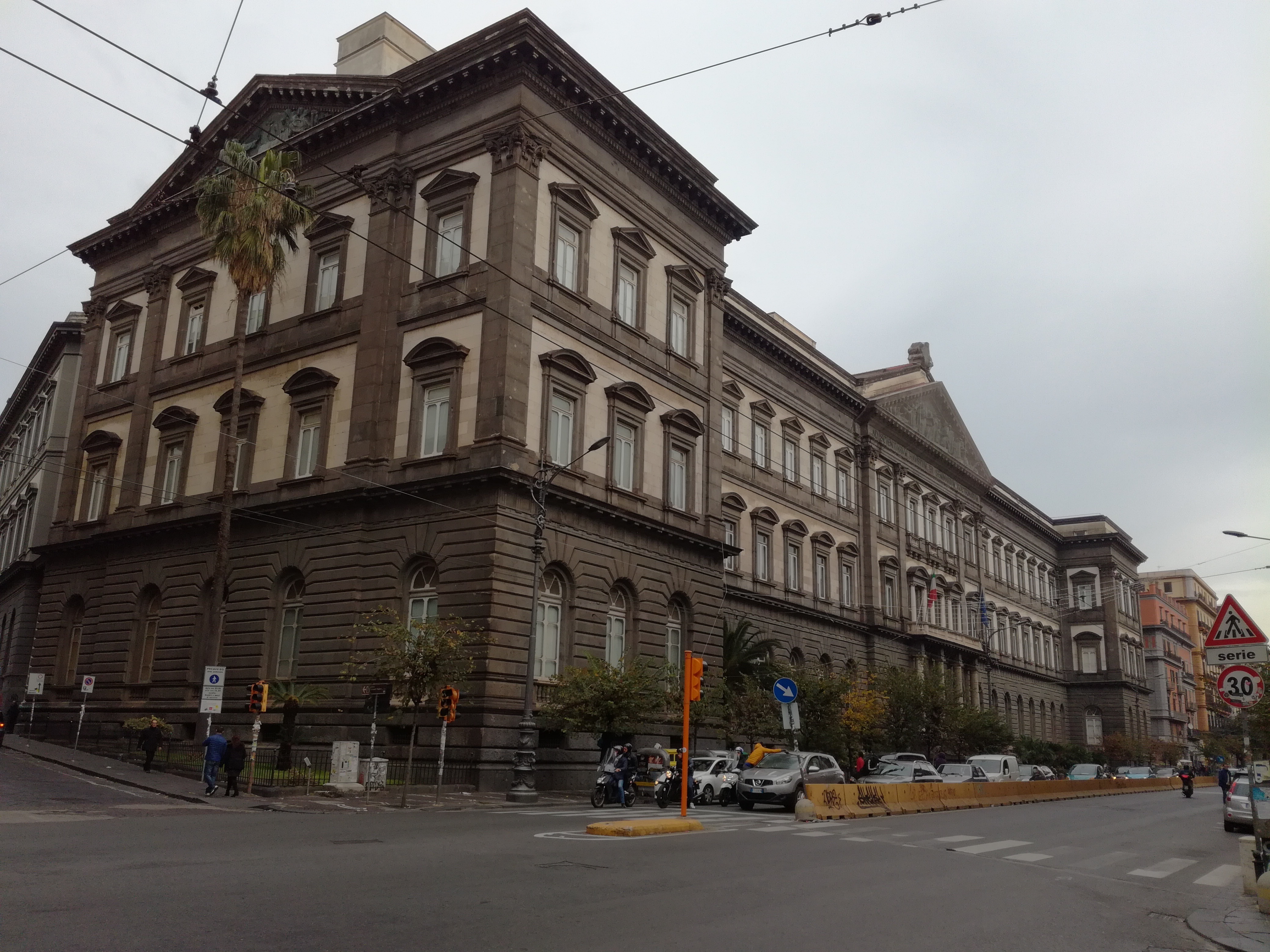
El edificio de la Facultad de Derecho Federico II, en el Corso Umberto I.

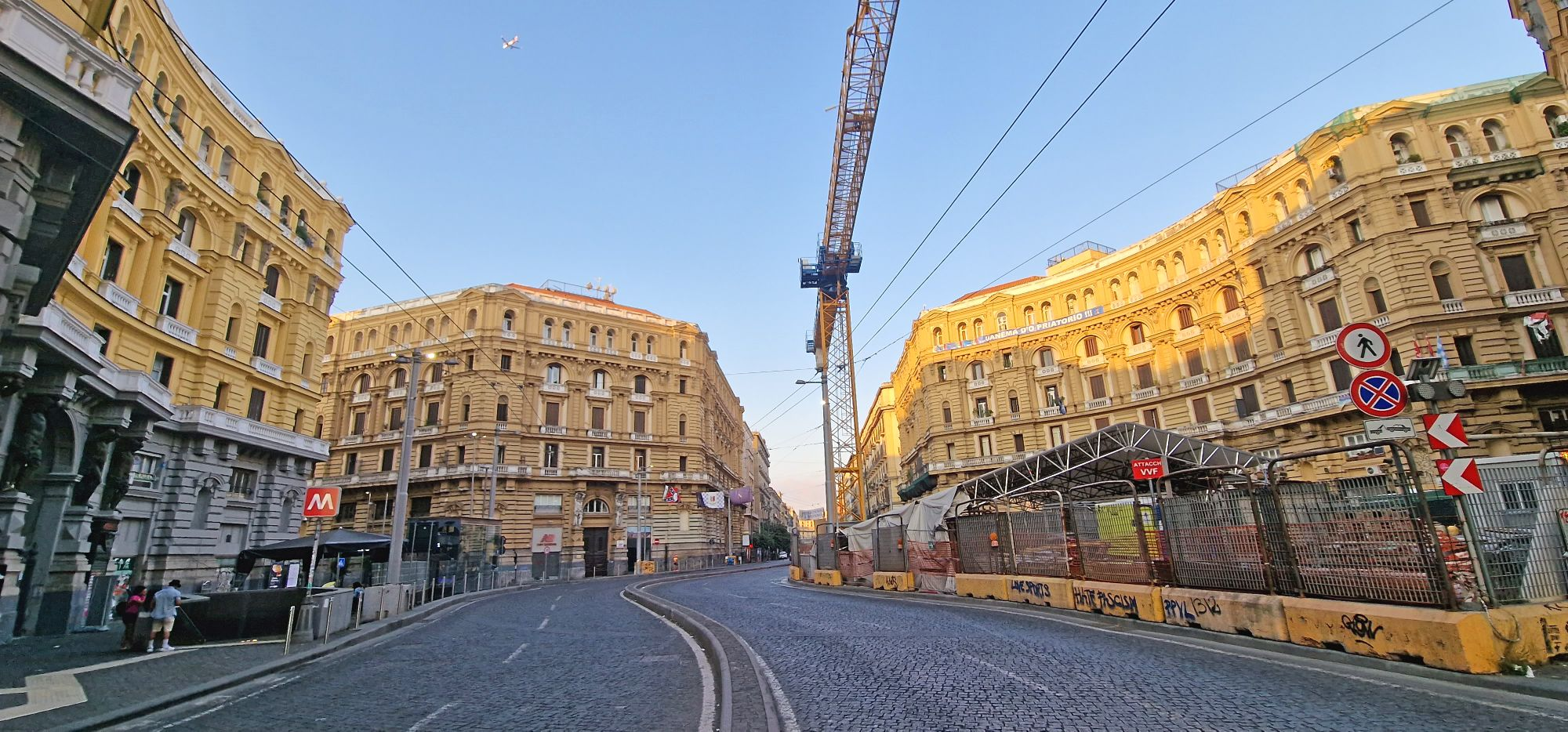
Piazza Nicola Amore.

El 27 de noviembre de 1884 el presidente del Consejo, Agostino Depretis, presentó a la Cámara de los Diputados un proyecto de ley con quince artículos llamado "Provvedimenti per Napoli" ("Medidas para Nápoles"); se confió su examen a una comisión que, el 18 de diciembre, presentó en el Parlamento un esquema con diecinueve artículos redactados por Rocco de Zerbi, que parcialmente modificados constituirán la "Legge per il Risanamento della città di Napoli", aprobada el 15 de enero de 1885.
El primer artículo de la ley afirmaba claramente el carácter público de la intervención ("Se declaran de utilidad pública todas las obras del risanamento de la ciudad de Nápoles, que a propuesta del Municipio serán aprobadas por decreto real"). La ejecución de las obras se confiaba al Municipio. En los artículos quinto al séptimo se precisaban los aspectos financieros de la operación y se autorizaba la emisión de títulos especiales por importe de 100 millones de liras para subvencionarla. En los artículos octavo y noveno se reiteraba la participación directa del Estado: el Ministerio del Interior debía de aprobar los contratos de expropiación y la ejecución de las obras ordenadas por el Municipio. El artículo 13 pedía acortar los plazos para las expropiaciones, mientras el artículo 16 otorgaba amplios poderes al alcalde de Nápoles durante los primeros dos años tras la aprobación de la ley.
El planteamiento general de la intervención fue expuesto por Nicola Amore en la sesión del 19 de enero de 1885, en la cual refutó la acusación de haber favorecido la adquisición de suelos en la parte oriental de la ciudad por parte de la sociedad Geisser, y de haberse puesto en contacto con bancos no napolitanos: «Es cierto que algunos de ellos, los de Turín en particular, me han pedido la concesión total o parcial de las obras. Yo, declarando a todos que no era capaz de asumir ningún compromiso, les he hecho comprender las ideas principales que han dominado nuestra acción, a saber querer hacer grandes trabajos, a todo riesgo y peligro de los inversores dentro de los límites de los gastos previstos en la ley. Me hicieron propuestas también de bancos de Londres y París; he respondido que no asumía compromisos antes de haber hecho mi relación al Consejo, y de haber obtenido autorización formal. Mi opinión, opinión común a todos vosotros, es que en el modo de realizar las obras debemos preferir el bien de Nápoles; y estaremos felices si en esta ciudad se pueden asociar capitalistas napolitanos lo suficientemente fuertes para asumir la concesión».
Para el estudio de los numerosos proyectos y propuestas que llegaban al Municipio, se nombró una comisión, compuesta por miembros de la junta y consejeros, que en su primera reunión fijó los criterios generales; se acordó además que, a pesar de que la situación se hubiera precipitado dramáticamente, era necesario aprovechar la experiencia y las propuestas precedentes: «Esos proyectos proceden de una época menos nefasta, cuando se aspiraba más a una Nápoles bella que a una Nápoles sana. Hoy, sin embargo, el concepto fundamental es el saneamiento: también se presenta el urbanismo, pero en segunda línea; debemos preocuparnos principalmente de la altimetría, el subsuelo, los drenajes, y todo lo que se refiere a la higiene, más que a la parte edificatoria».
Se debía afrontar inmediatamente la situación higiénica a la cual se debía de subordinar cualquier solución posible, lo que, por otra parte, no excluía analizar atentamente todas las propuestas recibidas: «La fuente principal de nuestros problemas es el subsuelo de la ciudad. No llegaremos a eliminar los focos permanentes de infección hasta que hayamos saneado el subsuelo elevando el nivel, e impidiendo que allí lleguen materiales infectados; por tanto, el núcleo de nuestro problema es el alcantarillado».

### Formación de tres subcomisiones
Sobre la base de estas premisas, se formaron tres subcomisiones distintas: para la remodelación de los barrios populares, para los barrios de ampliación y para el alcantarillado. Las comisiones estudiaron, además de la propuesta de Adolfo Giambarba, las de numerosos expertos, entre ellos Angelo Carelli, Equizio Mayo, Folinea, Falco e Brunly, la Associazione Monarchica, y Lamont Young.
- Angelo Carelli coincidía con el plano municipal, pero el único rettifilo era sustituido por cuatro calles convergentes en una plaza; sugería elevar el suelo tres metros y mantener en su residencia la mayor parte de los habitantes relacionados con las actividades marineras.

- Lamont Young, autor de un grandioso proyecto de metro, que hubiera sido uno de los más antiguos del mundo,[1] reiteraba la su convicción de la inutilidad de un costoso sventramento global si no se conseguía la descentralización de la población, que no se obtendría con nuevos barrios, sino acercando los ya existentes en la periferia de la ciudad mediante una eficiente red de comunicación. Colocaba en el centro de su proyecto una variante para los barrios populares con una línea ferroviaria en el centro de una gran calle con dos curvas, desde la Piazza Municipio a la Estación Central de Piazza Garibaldi.[7]

- Mayo planteaba como objetivo principal reequilibrar la población de los barrios populares con la de los otros barrios, trasladando 60 000 habitantes y demoliendo 120 000 m² de edificios, proponiendo además dos calles principales y ocho de unión a la Marina.

Tras las propuestas se recopilaba una relación, en la que resultó que estaban favorablemente orientados hacia el proyecto de Giambarba. Se afirmaba que solo afrontando conjuntamente la remodelación de los barrios Porto, Pendino, Mercato y Vicaria se podía elevar de manera orgánica el nivel del suelo, que se fijó en 3,50 m, de modo que en el futuro ningún edificio se encontrara a una cota inferior a los 3 m sobre las aguas subterráneas. Se proponía además la prolongación del Corso Garibaldi hasta la Via Foria a la altura del Albergo dei Poveri, del cual partía un tridente de calles, así como otro tridente de calles que partía de la Piazza Garibaldi. Entre el rettifilo y la Marina se debían abrir numerosas calles menores, ensanchando y prolongando las ya existentes; en particular se pedía conectar la Marina con la Piazza San Domenico, como se conseguiría posteriormente ampliando la Via Mezzocannone y la Via Porta di Massa. Se preveían dos transversales en diagonal (que luego no se construirían) que pasarían por la nueva plaza en el cruce del rettiflo con la Via Duomo. Finalmente, se proponía el saneamiento del Borgo Loreto, del Lavinaio y de los callejones entre el Mercato y Forcella mediante calles ortogonales.
La subcomisión extendía el campo de sus intervenciones a la misma Piazza Municipio (donde se proponía la demolición de las fortificaciones alrededor del núcleo aragonés del Maschio Angioino) y a la zona de Santa Brigida, donde se construiría la Galleria Umberto I.
Sin embargo, no se realizó la propuesta de la subcomisión para la ampliación, pese a que se aprobaron las conclusiones. Esta proponía una expansión hacia el oeste en lugar de al este, porque «la población napolitana siempre ha preferido como lugar de residencia la parte occidental y las colinas, y nosotros os proponemos extender la parte habitable de la ciudad hacia el oeste y las colinas, y dejar la parte oriental, menos salubre y más cercana al puerto y la estación, a los establecimientos industriales, los cuales se querrían alejar a los puntos más lejanos.»
Las directrices de las subcomisiones se discutieron en el Consejo Municipal en las sesiones del 10 y 11 de febrero de 1885, en las que se decide encargar a las oficinas municipales el proyecto definitivo para la remodelación de los barrios populares, la ampliación de la ciudad y la creación del nuevo alcantarillado.

### Consideraciones técnicas

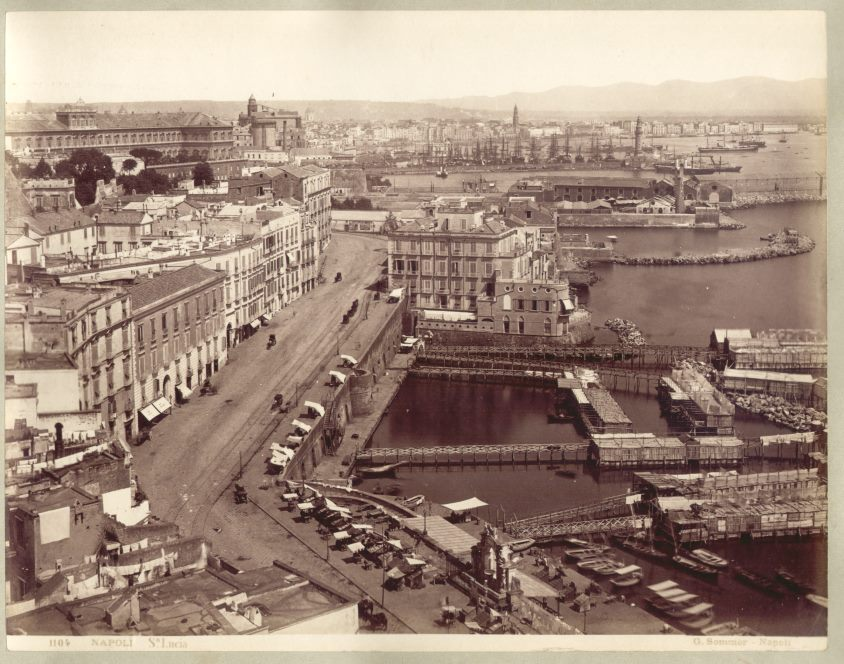
La Via Santa Lucia antes de ganar tierras al mar.

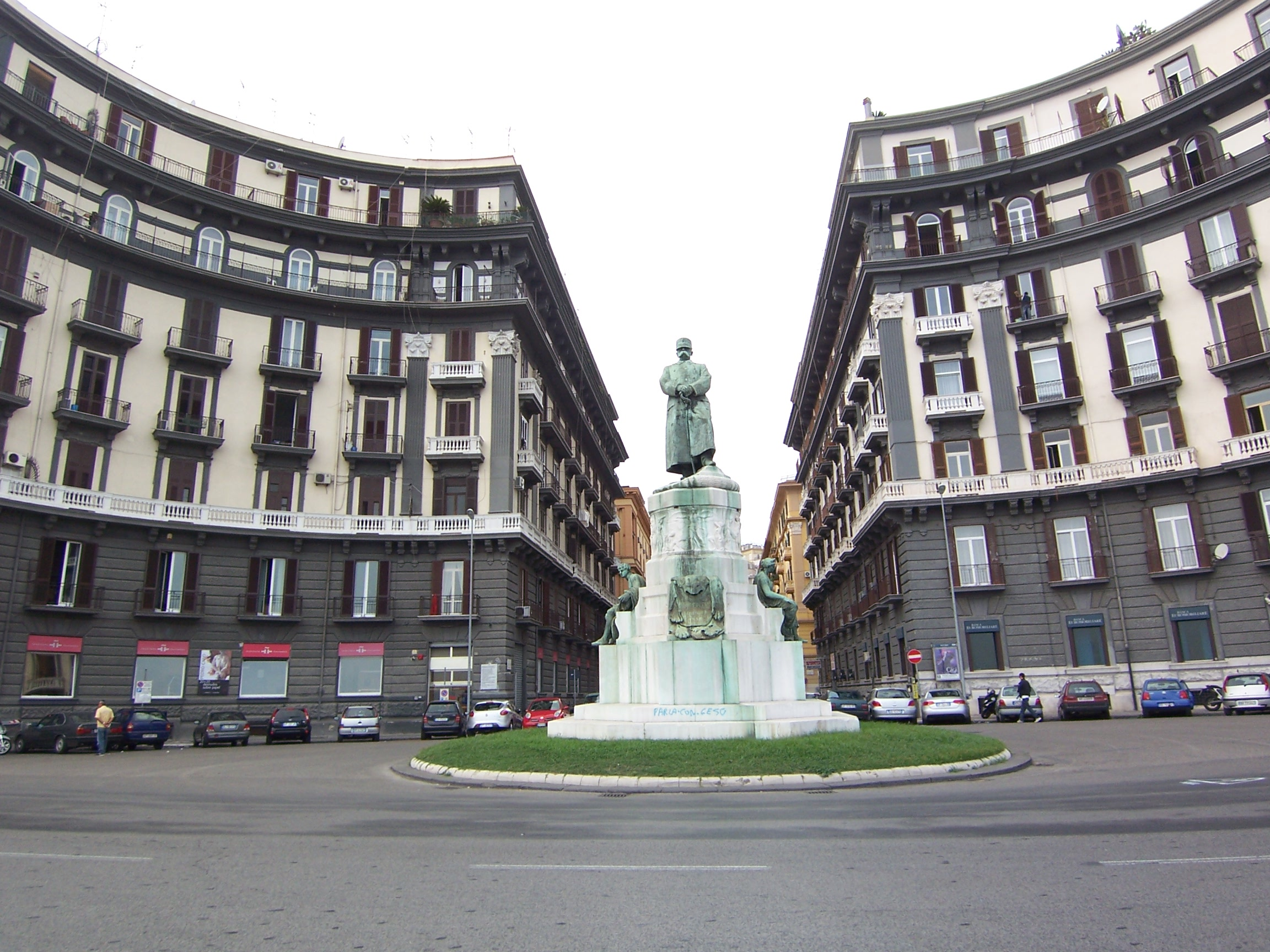
El monumento a Umberto I en la Via Nazario Sauro.

Una vez redactado el proyecto definitivo para el saneamiento de los barrios Porto, Pendino, Mercato y Vicaria, fue sujeto a la aprobación del Gobierno, el cual, a través del Consejo Superior de Obras Públicas, exigió algunas aclaraciones, que fueron proporcionadas por Giambarba. En particular, había dudas sobre la suma necesaria para la operación: los 100 millones asignados por la ley parecían insuficientes para todas las obras previstas en el proyecto. Nicola Amore informaba así las dos objeciones planteadas en el Gobierno: "con la primera se ha pretendido que nuestro saneamiento no se limite a los barrios más afectados por las epidemias, sino que se extienda a toda la ciudad; con la segunda se ha observado que si se ejecuta todo lo que hemos proyectado se necesitarán muchos millones más de de los cien concedidos por la ley".
El 25 de julio se publicó un decreto real que aprobaba la ampliación en diez rioni de la ciudad (Arenaccia, Sant'Eframo Vecchio, Ottocalli, Ponti Rossi, Miradois, Materdei, Vomero-Arenella, Belvedere, Rione Amedeo) y dos rioni suburbanos, pero no se refería al plano de risanamento existiendo dudas sobre la solución de las exigencias higiénicas y la cobertura de los gastos. Por lo tanto, se encargó a las oficinas municipales analizar los aspectos que suscitaban dudas al gobierno, a los que quizá no se había dado demasiada importancia a causa del breve lapso de tiempo transcurrido entre la propuesta del Municipio y la ley de enero de 1885. Las oficinas municipales calcularon que el gasto total del catastro parcelar no superaría los 78 millones de liras, y realizaron modificaciones parciales al proyecto original, que sin embargo se mantuvo siempre fiel a los criterios básicos en los que se había creado: demolición de los fondaci (almacenes portuarios) y los peores callejones y creación de una avenida recta (cuyo recorrido había sufrido algunas modificaciones, como la reducción de su anchura a 27 metros, y el proyecto de dos grandes plazas, tras la segunda de las cuales la calle se bifurcaría, por un lado hacia Piazza Municipio, y por otro hacia Vía Medina).
El proyecto se envió al Gobierno que, con decreto del 7 de enero de 1886, lo aprobó reservándose las facultades de decidir el orden de ejecución de las obras, exigir la apertura de nuevas calles o el ensanchamiento de otras, establecer modificaciones en la Via Nuova Marina para poder disponer de las zonas portuarias, y, sobre todo, asumir el control de los planos parcelarios. Al no estar aprobados todavía estos planos, se generó otra fase de paralización, resuelta por la intervención directa de Giambarba. Las nuevas peticiones provocaron un aumento de 15 millones sobre los 78 calculados.

### La especulación sobre el suelo y el contrato de las obras

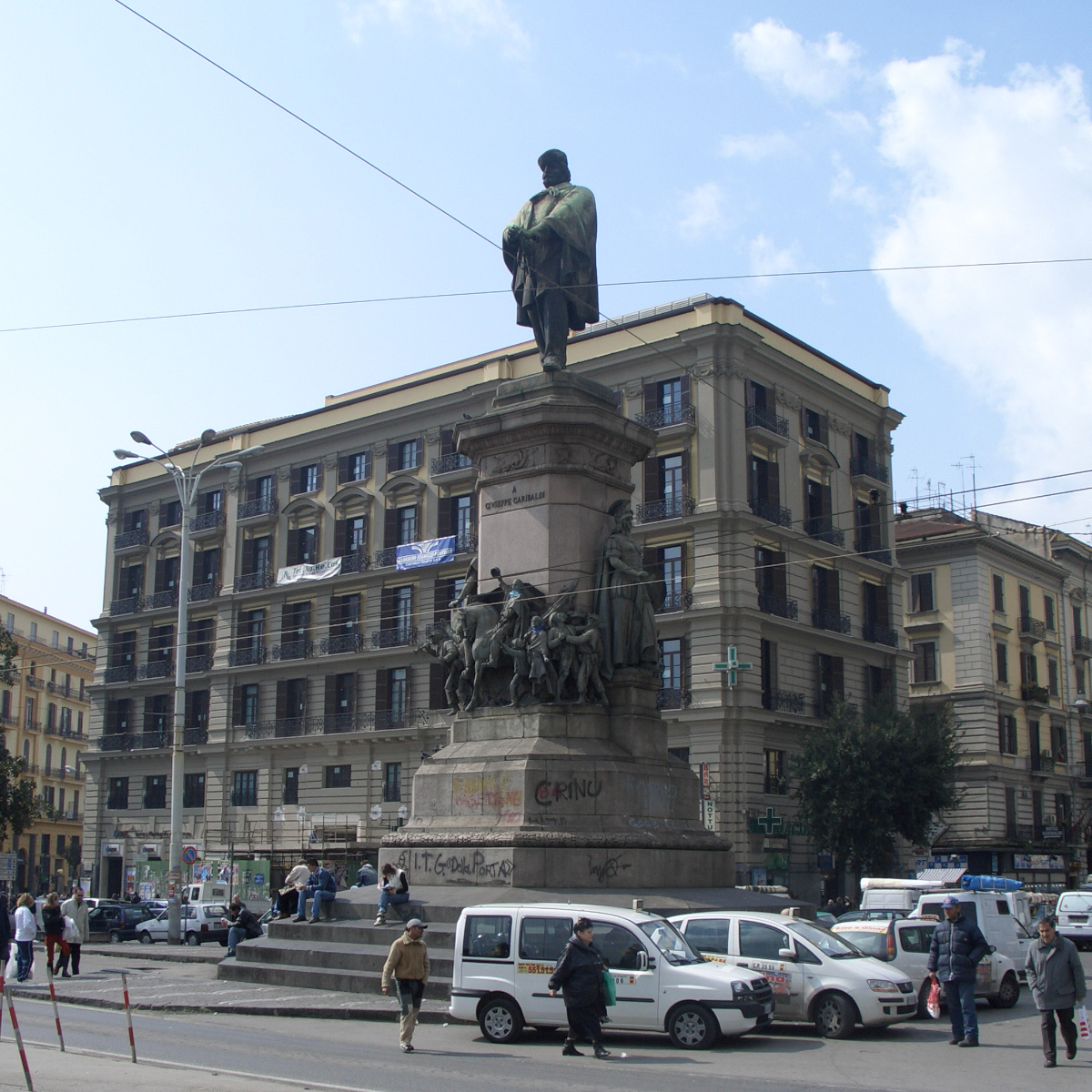
El monumento a Garibaldi en la Piazza Garibaldi, delante de edificios típicos del Risanamento.

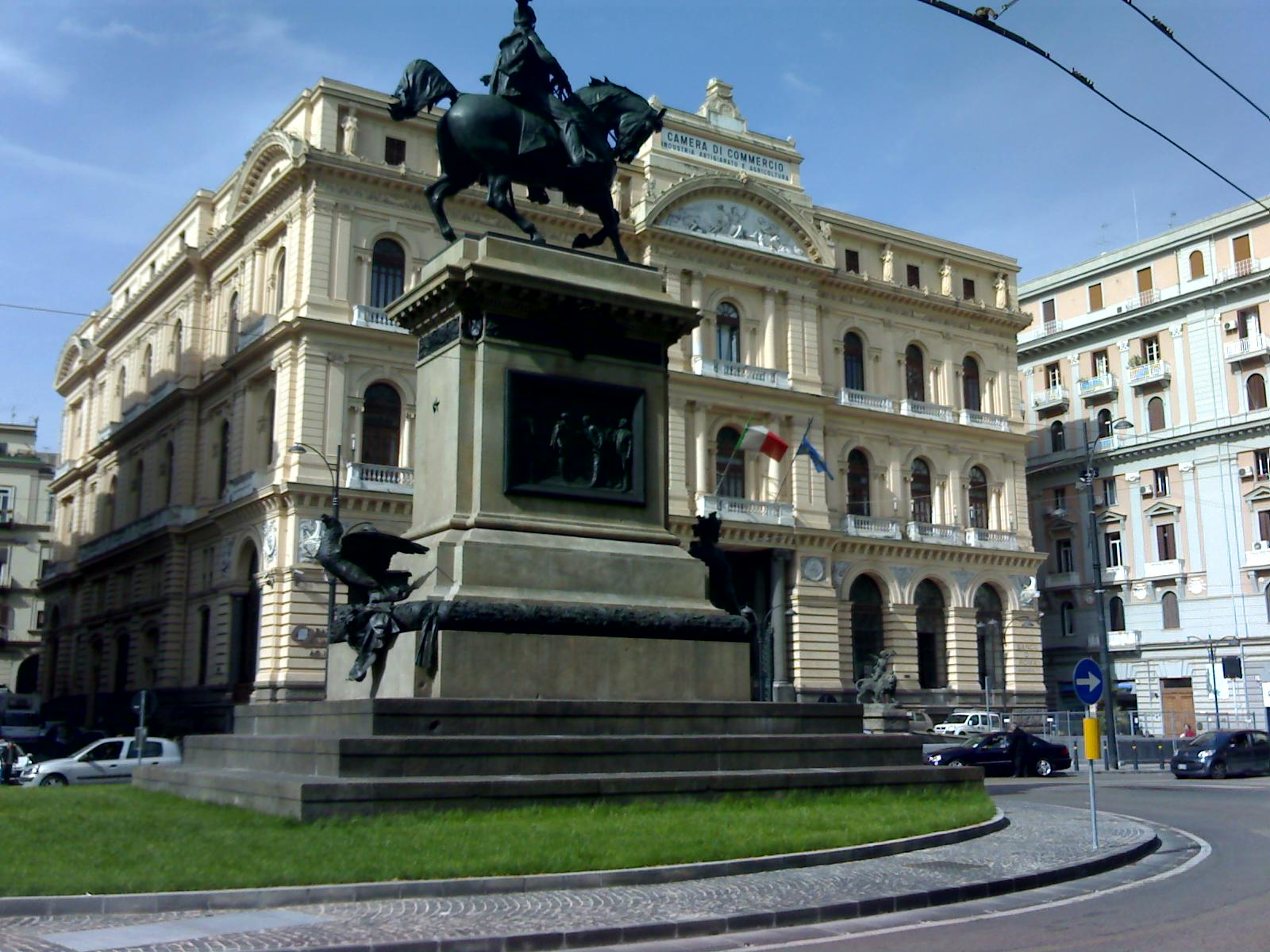
El monumento a Víctor Manuel II delante del Palazzo della Borsa, en la Piazza Giovanni Bovio.

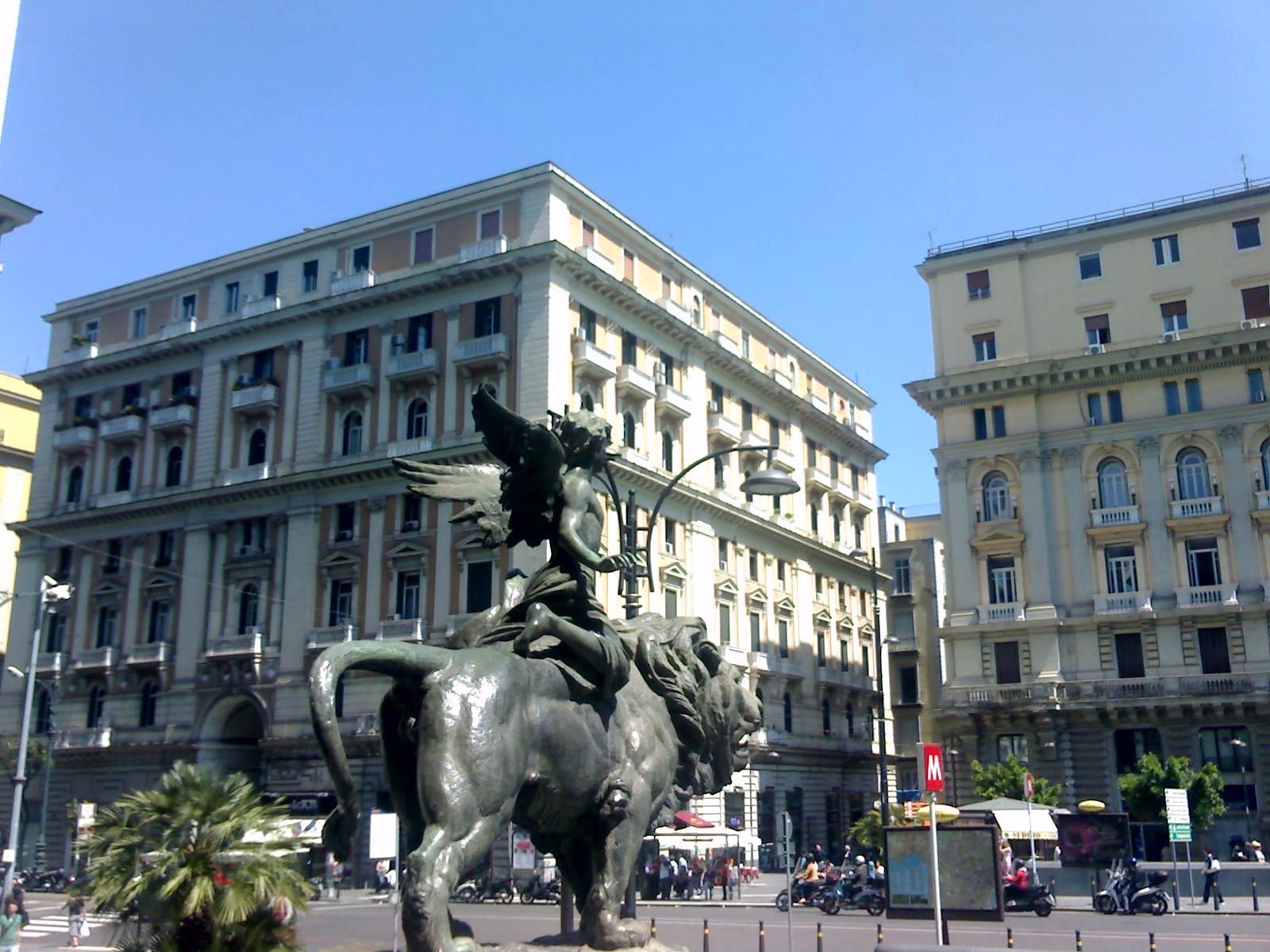
Otra imagen de la Piazza Giovanni Bovio.

Entonces se denunció, incluso antes del comienzo de las obras, el efecto de la ley de 1885: había provocado en Nápoles una especulación sobre el suelo hasta entonces desconocida. El consejero Arlotta declaró enfáticamente: "Tras la epidemia de cólera y la iniciativa del Municipio de combatir las causas del desastre, la especulación de toda Italia se ha reflejado en la ciudad de Nápoles". Y Giambarba confirmando, añade: «La fiebre de la adquisición de terrenos a gran escala ha invadido a los especuladores, se han comprado fondos decuplicando el valor y esto deberá llevar a un aumento sensible de los precios de las zonas edificables».
La especulación y la posibilidad de grandes obras habían transformado totalmente el mercado inmobiliario napolitano: las grandes sociedades inmobiliarias habían intuido la posibilidad de inversiones rentables, generando en los administradores de la ciudad el temor de superar el coste previsto.
Siendo los cien millones concedidos por la ley aplazados en doce pagos anuales, habría sido lógico considerar el valor de las expropiaciones en el momento del desembolso de los pagos: sin embargo, esto era imposible a causa del continuo aumento del valor del suelo. Por otra parte, tampoco se podía contraer un nuevo préstamo que anticipase las subvenciones del Estado, debido a que habría ocasionado la paga de intereses que habrían gravado con más impuestos a los habitantes de la ciudad.
Se necesitaba un único concesionario que asumiera los tres puntos esenciales de la intervención (expropiaciones, propiedad del suelo y nuevas construcciones) con todos los riesgos que conllevaban: las expropiaciones podían superar los cien millones; se necesitaba una actuación rápida, porque el reembolso estaba previsto en diez años; era necesario, evidentemente, ceder al concesionario los suelos de resulta para las nuevas construcciones, con el fin de que pueda obtener un beneficio de las obras.
El concesionario elegido debía ser una sociedad anónima "potente y vigorosa", de la que se esperaba formaran parte inversores locales que poseyeran el capital inicial de 30 millones, necesario para comenzar las expropiaciones. Un contrato riguroso habría detallado cuidadosamente las relaciones entre el Municipio y la empresa, con el objetivo de salvaguardar los intereses de los propietarios de los edificios que se expropiarían.
Para evitar que el concesionario construyera primero en los nuevos barrios, donde los beneficios eran seguros y no había edificios para expropiar (en realidad se haría justo lo contrario), el municipio se comprometía a controlar que se edificaran residencias económicas en el barrio oriental, según lo previsto por Fernando II.
Llegamos así al contrato de adjudicación en 40 artículos: en los dos primeros se aclaraba que la concesión comprendía la ejecución del proyecto completo, en el cuarto se autorizaba la construcción de edificios en todos los suelos edificables y la ejecución de obras públicas, en el octavo se definía el estilo de los edificios que se construirían: «Se ha creído útil imponer que todos los edificios sean conformes a la importancia de la calle donde se sitúan y que las fachadas se coordinen entre ellas; las fachadas de los edificios que se construyan en las cuatro plazas principales y los del rettifilo deben estar decoradas y armonizadas entre ellas. Con este objetivo el concesionario deberá presentar al mismo tiempo el diseño de todos estos edificios para la aprobación municipal».
Se pasaba después a considerar las obras en detalle y se fijaba el final de las obras en diez años, con efecto a partir de la aprobación, por parte del Gobierno, del contrato de concesión. En el artículo 14 el Municipio se reserva la facultad de usar parte de los suelos de resulta para destinarlos a colegios y otros edificios públicos. En el artículo 30, finalmente, se obliga al concesionario a informar de cualquier hallazgo, durante las excavaciones, de objetos o ruinas de cualquier época que puedan tener un interés histórico o artístico; en el caso de que los objetos fueran inamovibles, se ordenaría la suspensión de las obras, en caso contrario, se trasladarían a un museo preparado para tal fin. Este último artículo tendrá una aplicación muy relativa.

## Críticas

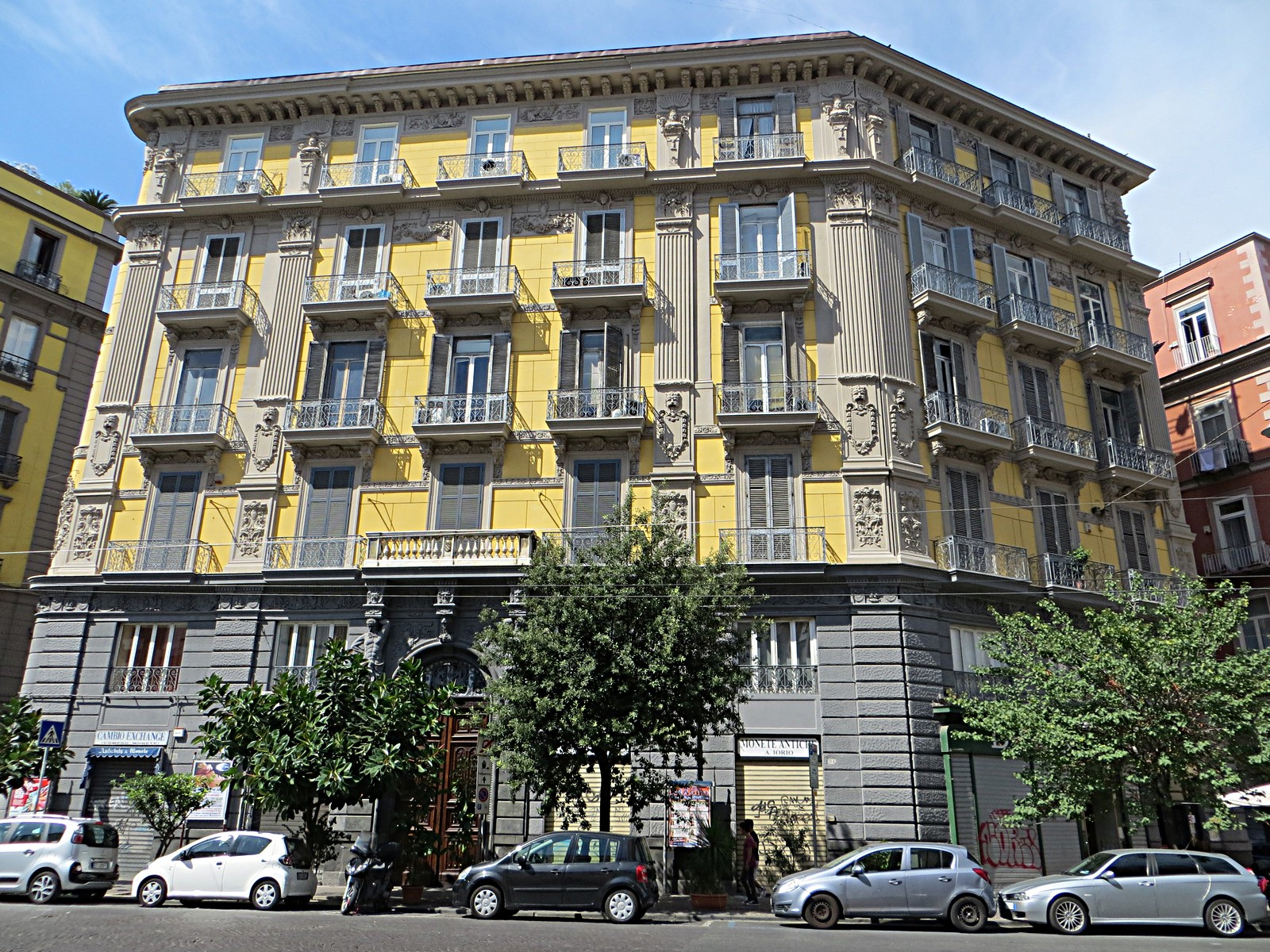
Uno de los edificios típicos de la época (Via Depretis).

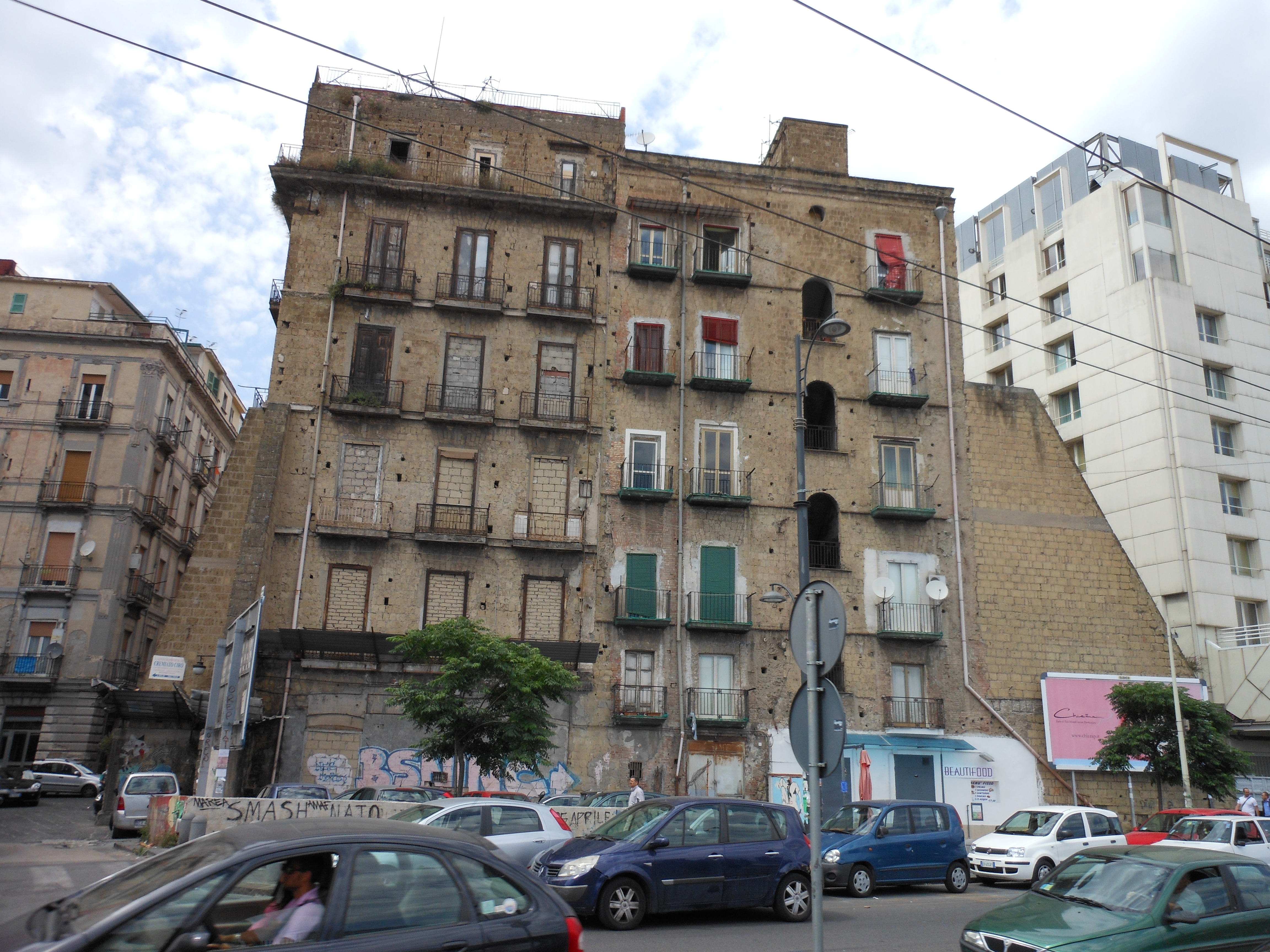
Un edificio antiguo anterior al risanamento en la Via Marina Nuova.

El risanamento se finalizó oficialmente por decreto en 1918; sin embargo, se había agotado algunos años antes, afectado por una serie de problemas. Un informe publicado a comienzos de siglo sobre los resultados de los primeros diez años del risanamento era desalentador. Llegó a la triste conclusión de que algo había ido mal: las luchas políticas, el favoritismo desenfrenado, la camorra y la corrupción habían hecho del proyecto para renovar Nápoles mucho menos de lo que debía haber sido. Es una triste ironía que el risanamento de Nápoles coincidiera casi exactamente con el período de mayor emigración de Nápoles de personas que, al menos en teoría, se debían de beneficiar de la renovación de su ciudad.
La quiebra de los intereses económicos que implicó el abandono de la replanificación total del centro de la ciudad golpeó duramente a sus habitantes que se encontraban a la mitad de los proyectos necesarios para conseguir las mejoras sanitarias del risanamento de Nápoles. 
Las causas del fracaso de risanamento fueron la poca atención prestada por los promotores del proyecto a la construcción de viviendas asequibles, como se había previsto, y la falta de interés de los "notables" locales para cambiar su residencia por otra en el centro de la ciudad. Entre acusaciones de corrupción e ineficiencia, el Gobierno central se hizo cargo de la Società del Risanamento, e inició investigaciones pertinentes. 
El desarrollo de la operación, acompañado siempre de incertidumbres políticas, se valoró negativamente por la parcialidad de las intervenciones, el abandono de los proyectos, y la despreocupación financiera. Los planes iniciales de la intervención urbanística de redujeron prácticamente a la apertura del Corso Umberto I (el rettifilo)  y la Via Guglielmo Sanfelice. Los edificios construidos en estas avenidas se destinaron principalmente a uso público (por ejemplo, la Bolsa y la Universidad), y comercial (por ejemplo, la Galleria Umberto I). El impulso inicial para la reforma urbana del centro de Nápoles, que era la condición insalubre en que vivían la mayoría de los habitantes de esos barrios, se limitó a la construcción de una nueva avenida a través de los barrios antiguos de la ciudad.
No obstante, también se reconocen algunos éxitos de la intervención: principalmente, la mejora de la viabilidad y los servicios públicos, la obtención de un abundante suministro de agua potable, y la demolición de los callejones más insalubres.